# Лауенау
Лауенау (њем. Lauenau) општина је у њемачкој савезној држави Доња Саксонија. Једно је од 38 општинских средишта округа Шаумбург. Према процјени из 2010. у општини је живјело 4.197 становника. Посједује регионалну шифру (AGS) 3257018.

## Географски и демографски подаци
Лауенау се налази у савезној држави Доња Саксонија у округу Шаумбург. Општина се налази на надморској висини од 135 метара. Површина општине износи 16,2 km². У самом мјесту је, према процјени из 2010. године, живјело 4.197 становника. Просјечна густина становништва износи 259 становника/km².